# Louis Behaghel
Louis Henri Behaghel, né le 25 janvier 1792 à Bailleul où il est mort le 25 juillet 1868 est un homme politique français.

## Biographie
Louis Henri Behaghel est issu d'une famille originaire de Bailleul en Flandre, qui appartenait à la haute bourgeoisie de cette région au XVIIIe siècle, dont la branche ainée réside à Bailleul et la cadette à Cassel.
Étudiant en droit à Paris, il est incorporé en 1812 avec sa classe d'âge, puis affecté au 1er régiment de gardes d'honneur de la Garde impériale le 2 aout 1813 et en sort sous-lieutenant en 1814.
 Il est décoré de la médaille de Sainte-Hélène.
Il épouse à Ypres en Belgique le 27 aout 1822, Émilie Marie Joséphine Cécile Huughe de Peutevin avec laquelle il a deux enfants, une fille et un fils Albéric ancêtre de la branche française encore représentée.
Deux frères appartenant à la branche aînée de cette famille ont été anoblis et nommés écuyers, Jean Pierre l'ainé en 1822 et Louis Henri le 11 janvier 1823  qui porte « d'azur, au chevron d'or accompagné de trois merlettes d'argent ; chef d'hermines chargé d'un lion passant de gueules ; à la bordure de gueules ».
Propriétaire terrien. Maire de Bailleul, il est député du Nord de 1842 à 1846, et de 1848 à 1851, siégeant sur les bancs de la droite légitimiste. 
Le 20 aout 1850, il figure sur la liste des pèlerins de la fidélité faisant le voyage à Wiesbaden en soutien au comte de Chambord. 
Il est membre du 1er Conseil général de L'Œuvre des Écoles d'Orient le 25 avril 1856, plus connue actuellement sous le nom de L'Œuvre d'Orient.

## Distinctions
- Médaille de Sainte-Hélène[17].
- Chevalier de l'ordre du Lion néerlandais